# اسماعیل شیشه‌گران
اسماعیل شیشه‌گران (زادهٔ ۱۳۳۴ در تهران – درگذشتهٔ ۲۲ بهمن ۱۳۹۸ در تهران) نقاش، طراح و گرافیست اهل ایران بود.

## زندگی
اسماعیل شیشه‌گران در سال ۱۳۳۴ در تهران متولد شد. او دوران کودکی‌اش را در خیابان خوش تهران و در خانواده‌ای پرجمعیت و ساده سپری کرد. وی دیپلم نقاشی خود را از هنرستان هنرهای زیبای تهران گرفت و به رشتهٔ کارشناسی گرافیک دانشکدهٔ هنرهای تزئینی راه یافت. همزمان با انقلاب سال ۱۳۵۷ و تعطیلی دانشگاه، تحصیلاتش با ۱۰ واحد درسی ناتمام ماند. برادرانش بهزاد و کوروش شیشه‌گران نیز از نقاشان و گرافیست‌های تأثیرگذار معاصر ایران هستند. در طول زندگی هنری اسماعیل شیشه‌گران، چندین نمایشگاه انفرادی نقاشی، گرافیک و طراحی از جمله: «صلح»، «پایان قرن»، «سیگار»، «سکوت»، «جام‌جهانی فوتبال»، «خاکستر»، «دوچرخه» و شرکت در بیش از ۴۰ نمایشگاه گروهی در داخل و خارج از ایران به چشم می‌خورد.
از او به عنوان «هنرمندی که آرمان‌خواهی را سرلوحهٔ کار داشت و همچنان با این عقیده از خود و هنرش پاسداری می‌کند» یاد شده‌است.

## طرح‌ها و پوسترهای سیاسی
از حدود سال ۱۳۵۵، اسماعیل شیشه‌گران به همراه برادرانش، به تولید پوسترهایی با مضامین اجتماعی یا سیاسی پرداختند. «آزادی زندانیان سیاسی»، «آزادی قلم»، «جعمه سیاه» و … از جمله عناوین پوسترهایی است که در روزهای انقلاب ۱۳۵۷ ایران بر دیوار شهر و در دست مردم معترض در خیابان‌ها مشاهده می‌شد. با پیروزی انقلاب ۱۳۵۷، پوسترهای برادران شیشه‌گران رونق بیشتری پیدا کرد و در و دیوار شهر را پوشانده بود. روند تولید این پوسترها تا ابتدای سال ۱۳۶۰ ادامه داشت.

## زندان
در سال ۱۳۶۰ طراحی‌های سیاسی اجتماعی، برادران شیشه‌گران را روانهٔ زندان می‌کند. اسماعیل شیشه‌گران ۳۹۵ روز را در زندان سپری می‌کند. او که کارهای سفارشی را نمی‌پذیرفت در سال ۱۳۶۵ نیز ۲۷۰ روز را در زندان می‌گذراند. او دراین مورد گفته‌است: «گفتند تو آدم نشدی! مثل اینکه نمی‌خواهی آدم بشوی.»

## آثار
از آثار و فعالیت‌های اسماعیل شیشه‌گران، برپایی چندین نمایشگاه انفرادی نقاشی، گرافیک و طراحی با مضامین اجتماعی و سیاسی، با عناوینی نظیر است:
- صلح
- پایان قرن
- سیگار
- سکوت
- جام جهانی فوتبال
- خاکستر
- دوچرخه
- شرکت در بیش از ۴۰ نمایشگاه گروهی در داخل و خارج از ایران.
- طراحی ده‌ها پوستر سیاسی اجتماعی از سال ۱۳۵۷، بدون سفارش دهنده، که در داخل و خارج از ایران به‌طور گسترده به نمایش درآمد.
- چاپ تعدادی از پوسترهای شیشه‌گران در کتاب Graphis Poster
- شرکت در بینال ورشو، یوکوهاما ژاپن و سوئیس

## درگذشت
اسماعیل شیشه‌گران روز ۲۲ بهمن سال ۱۳۹۸ در سن ۶۴ سالگی، بر اثر سکته قلبی در تهران درگذشت.